# Taz (Saburai)
Taz (Tas) ist ein osttimoresischer Ort im Suco Saburai (Verwaltungsamt Maliana, Gemeinde Bobonaro). Er befindet sich im Osten der Aldeia Tazmasac, auf einer Meereshöhe von 854 m. Weiter westlich liegt das Dorf Saburai und ein nach Osten verlaufenden Seitenarms des Malibacas, der die Grenze des Sucos Saburai bildet. Nach Süden führt eine Straße zum Nachbardorf Cossal.